# 大平宿

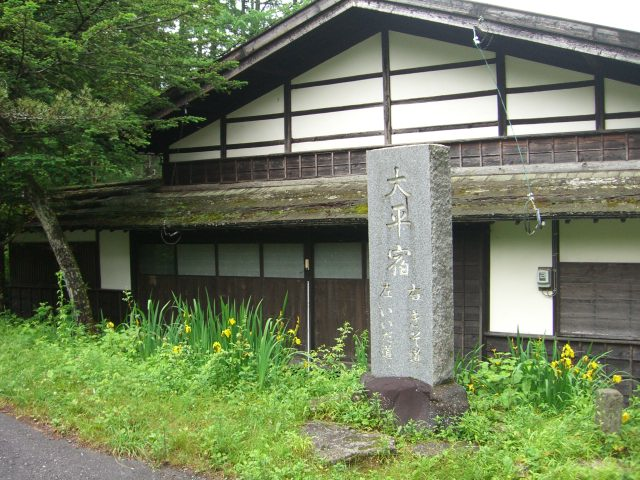
大平宿（2008年6月）

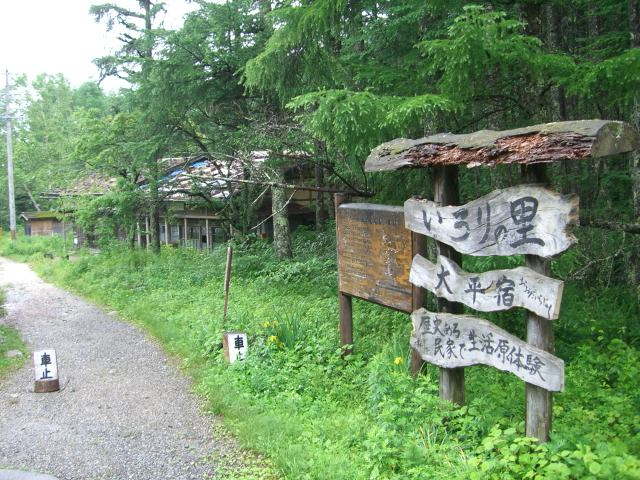
いろりの里（2008年6月）

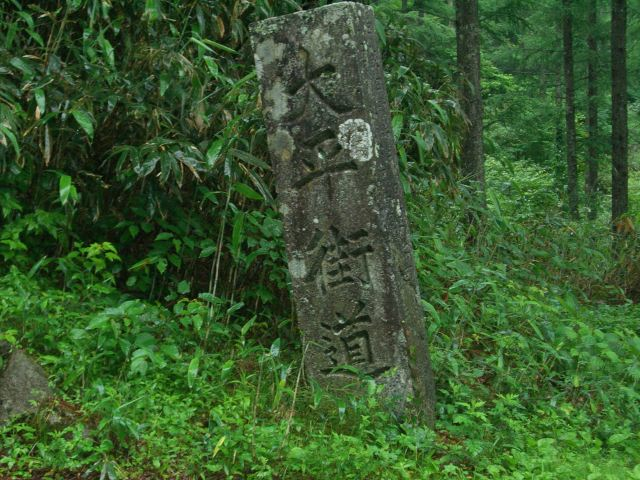
大平街道標（2008年6月）

大平宿（おおだいらじゅく）は、長野県飯田市に存在した宿場町である。
中山道と三州街道（伊那街道）を結ぶ大平街道のほぼ中間地点、標高1150mの大平高原と呼ばれる山中のわずかな平地に建物が点在している。
現在は「いろりの里 大平宿」として保存され、不定期で各種イベントが行われている。また一般開放されているので、協力費を添えて申し込めば、古民家一軒を借り切って宿泊（すべて自給による）することも可能となっている。2017年4月以降、大平宿の宿泊の問い合わせは、飯田市からの指定管理者となった南信州観光公社が行っている。
五平餅発祥の地である。

## 大平街道
江戸時代中期（宝暦4年）、伊那谷と中山道の妻籠宿を結ぶため、飯田藩によって建設された街道である。
それまで木曽谷へ行くには、伊那市の権兵衛街道を経て奈良井宿へ行くルートしかなく、木曽山脈を北へ大きく迂回しなければ妻籠宿へ行くことができなかった。この街道の開通により、最短距離で妻籠宿へ行くことが可能となった。
飯田市中心部の三州街道（現・国道151号線中央通り三・四丁目）を起点に、長野県道8号飯田南木曽線、飯田峠と大平峠（木曽峠）を経て、木曽郡南木曽町南部の吾妻保神地区で国道256号線となり、南木曽町吾妻地区で中山道（旧中山道）と合流する街道である。なお、街道のうち長野県道8号飯田南木曽線は冬季閉鎖となっている。

## 略歴
大平街道が開通したことにより、木地師の大蔵五平治と穀商人の山田屋新七が、信濃飯田藩から許可を得て開墾したことに始まる。五平治は炭焼きを中心とした林業のため、新七は飯田－木曽間の穀物流通を進めるため、木曽地域の百姓数家族とともに大平を開墾した。また、大平街道の安全を図るため、街道の改修工事なども積極的に行った。
その後、飯田藩により大平街道の通行を命じられた者や元善光寺参りの参拝者が滞在するようになり、文化年間（1810年代）には茶屋宿として栄えた。
明治になると、大平第三番小学正道学校や大平郵便局も設置され、長野県南部と周辺都市との交通や物流の要所となった。明治42年、木曽に中央本線が全線開通すると最盛期を迎え、戸数70を超える賑わいを見せた。しかし、大正12年に伊那電鉄が飯田まで開通すると、それまで大平宿を通って中央線を利用していた人々が減少し、さらに昭和30年代に清内路村（現阿智村）の清内路峠を越える国道256号が開通すると大平街道の交通や物流は減少の一途を辿った。また、高度経済成長によるエネルギー需要の変化により村の中心産業であった林業（炭焼き）が成り立たなくなり、昭和35年の戸数は全盛期の半数以下の38戸にまで減少した。
1970年（昭和45年）、住民の総意として集団移住を決定し、同年11月末、大平宿は約250年の歴史に幕を下ろしたが、現在でも有志によってその維持が続けられている。また、2017年（平成29年）に大平宿をのこす会は解散したが、引き続き宿泊体験は南信州観光公社を窓口として行われている。

## 沿革
- 宝暦4年 - 木地師・大蔵五平治、穀商人・山田屋新七らが開墾。入植数7戸。
- 宝暦6年 - 飯田藩により水路建設。
- 安永6年 - 木地税の廃止を嘆願。
- 安永7年11月 - 木地税の廃止。
- 天明元年 - 貧困により大平から初の移住者が出る（山田屋新七の子孫）。戸数22戸。
- 文化10年代 - 宿場町として栄える。
- 天保7-11年 - 寒波による飢饉の発生。
- 安政3年 - 宿場町として最盛。約28戸180人。
- 1872年（明治5年） - 学制が頒布。戸数39戸。
- 1873年（明治6年） - 大平第三番小学正道学校（後に丸山小学校大平分校と改名）開校。戸数47戸。
- 1896年（明治29年） - 大平郵便局開局。
- 1903年（明治36年） - 小学校生徒数が90名を超える。
- 1904年（明治37年） - 大平街道が県道大平線となる。
- 1920年（大正9年） - 大平経由の飯田・木曽線の定期バスが1日3便で運行開始（大平自動車株式会社）。戸数75戸。
- 1957年（昭和32年） - 大平郵便局廃止。
- 1960年（昭和35年） - 県内外への転出増加。戸数38戸176名まで減。
- 1970年（昭和45年） - 住民総意として集団移住を決定。
  - 3月9日 - 飯田市大平移住問題対策特別委員会へ集団移住請願書を提出。
  - 11月30日 - 全住民28戸が移住を終え、廃村となる。
- 1973年（昭和48年） - 別荘地として観光地開発計画が浮上。
  - 8月 - 会社倒産により開発計画中止。大平宿保存活動団体「満寿屋（ますや）会（現・大平をのこす会）」結成。
- 1982年（昭和57年） - 飯田市に「大平保存再生協議会」発足。「大平憲章」制定。
- 1984年（昭和59年） - 飯田市が自然環境保全地区に指定。
- 2004年（平成16年）春 - 山田洋次監督作品「隠し剣 鬼の爪」最後の決闘シーンが撮影される。
- 2016年（平成28年）‐　「大平宿をのこす会」臨時総会にて解散を決議。
- 2017年（平成29年）‐　大平宿の指定管理は南信州観光公社とすることが飯田市議会で決定。